# スズキ・カプチーノ
カプチーノ（Cappuccino）は、スズキがかつて生産・販売していた軽自動車規格のオープンカー型スポーツカーである。

## 概要
1991年11月発売。1989年の東京モーターショーに参考出品され、当時の鈴木修社長（後に会長）が商品化を表明し、当初はモノグレード・希望小売価格は145万円〜であった。
エンジンは直列3気筒12バルブDOHCのインタークーラーターボで、アルトワークスと同型のF6A型をフロントに縦置きし、軽自動車の自主規制値限界の64 PSを発生する。
ボディはロングノーズ・ショートデッキのスポーツカースタイルを採用している。ルーフは3ピース構成で、取り外してトランクに収納することができる。ドアのアウター及びインナーハンドルは当時のセルボモードと共通の物が使われていた。
同時期に市販されていた軽自動車のスポーツカーの中では唯一のFRレイアウトで、フロントアクスルより後部にエンジンの重心を位置させる「フロントミッドシップ」を指向し、フロント51対リア49という重量配分を実現している。また、縦置きエンジンによって生まれた左右スペースを活かし、軽自動車初の4輪ダブルウィッシュボーン式サスペンションを採用している。車体剛性の確保には、プロペラシャフトを通すセンタートンネルと大きな断面積を持つサイドシルを利用しており、車内容積については「世界一居住空間の狭い車」と表現した自動車雑誌もあった。ボディやルーフの各所にはアルミニウムを使用し、純正装着品としては日本最軽量となる14インチアルミホイールも用意されるなど、軽量化にも気を配っている。ブレーキは4輪ディスクで、フロントにはベンチレーテッドタイプを採用し、オプションでABSやトルセンAタイプLSDも用意されていた。
1995年5月にマイナーチェンジを受け、型式がEA21Rに変更となる。オールアルミニウム化されたK6A型エンジンと16ビット化されたECUを搭載し、最大トルクが10.5kgf·m/3,500rpmになった。またエンジンのオールアルミ化やホイールの軽量化などによって前期モデルより10kgの軽量化を遂げ、車両車重690kgとなった。当初は5速MTのみの設定だったが、このマイナーチェンジにより3速ATも選択できるようになっている。その他、ホイールのスポーク数も前期型の7本に対して後期型は6本となり、ホイールの軽量化も行われている。同時期のスズキ車はこの時ホイールのPCDが一般的な100に変更されているが、本車は変更されず114.3のままであった。
11Rのベースグレードに標準装備されていたテレスコピック及びステアリングチルト機能・スピードメーター内のブーストランプが無くなった。
初期のモデルはイギリスでも販売され、ウインカーやリアフォグランプなど現地の法規に合わせた変更はされたものの、140km/hリミッターはそのままで輸出された。右側通行・左ハンドルのドイツでも販売されたが、運転席配置は変更されていない。
1998年1月に生産終了し同年10月、バブル崩壊に伴うスペシャルティカー市場の低迷と軽自動車の規格変更による車種再編に伴い、セルボモードとともに車種整理の対象となり、販売終了。生産・販売期間は7年間、総生産台数は2万6,583台だった。
2021年現在、日本国内にナンバー付きで残存する車両は3,000台程度と推測されている。

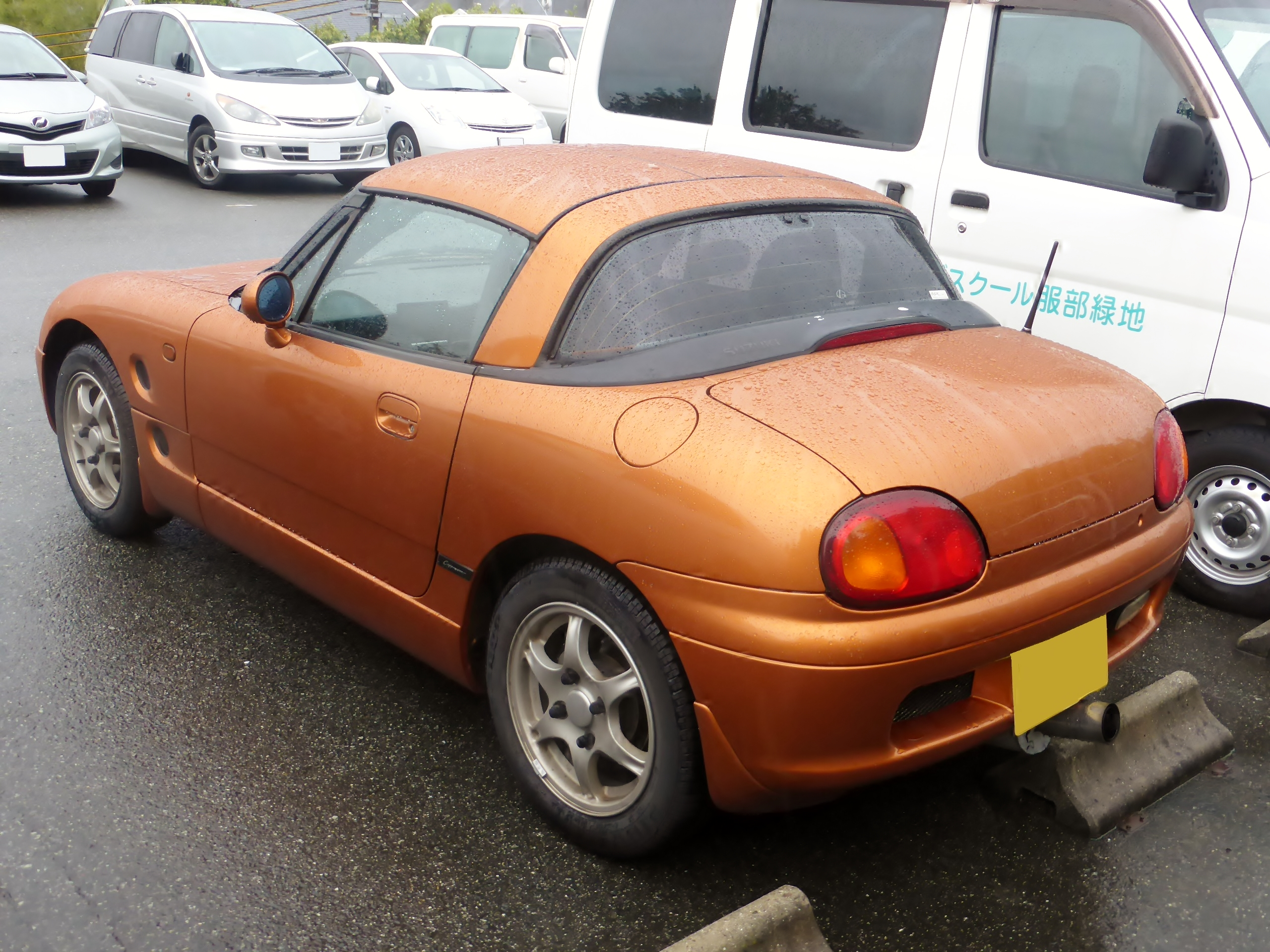
後期型 リア[注 1]
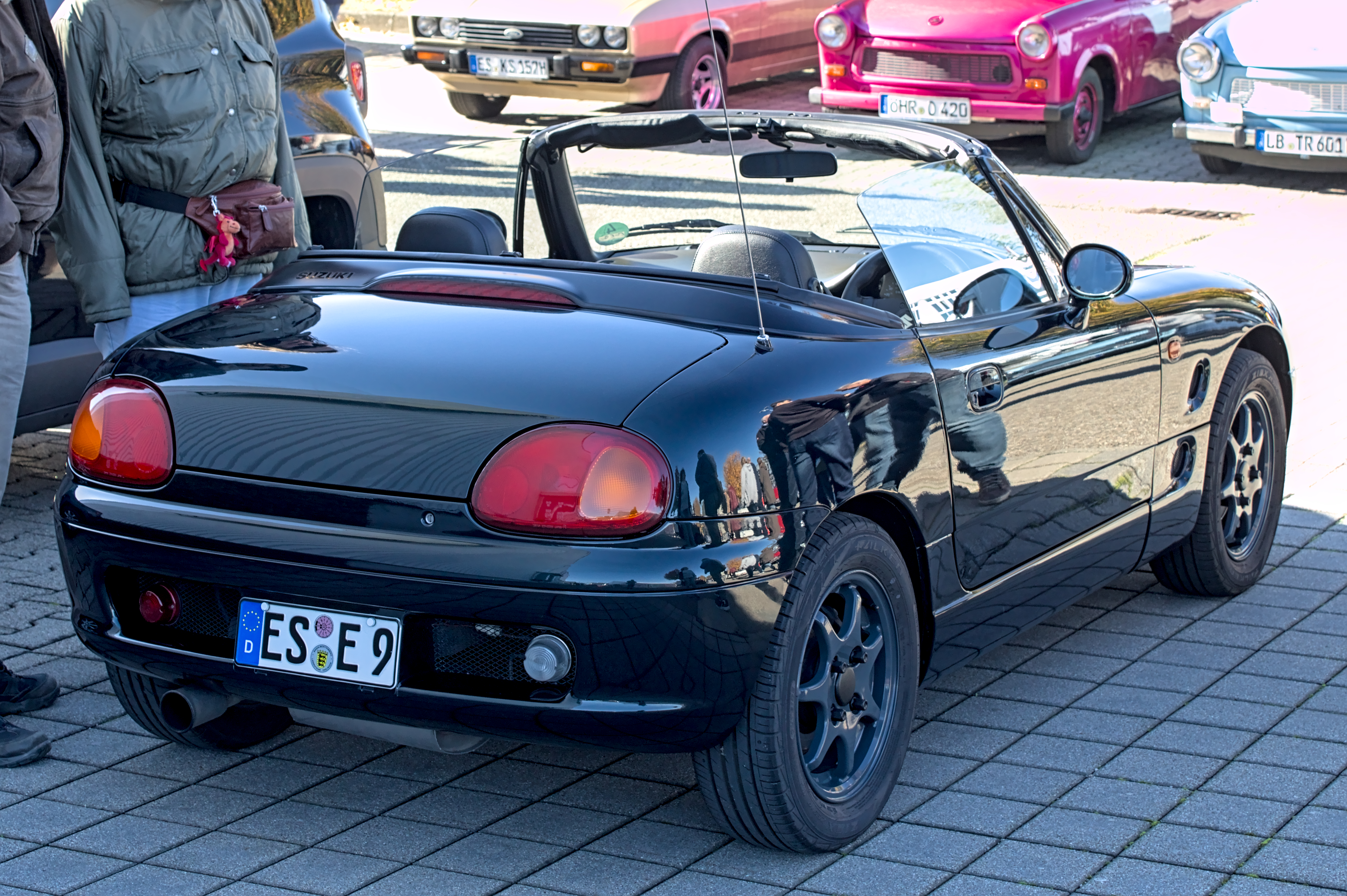

## エンジンスペック

### 前期型（EA11R）
F6A型
- 排気量：657 cc
- 内径×行程：65.0 mm×66.0 mm
- レイアウト：直列3気筒
- 燃料供給：EPI（電子制御燃料噴射）
- 過給器：ターボチャージャー
- 中間冷却器：空冷インタークーラー
- 最高出力：64PS(47kW)/6500rpm
- 最大トルク：8.7kg・m(85.3N・m)/4000rpm

### 後期型（EA21R）
K6A型
- 排気量：658 cc
- 内径×行程：68.0 mm×60.4 mm
- レイアウト：直列3気筒
- 過給器：ターボチャージャー
- 中間冷却器：空冷インタークーラー
- 最高出力：64PS(47kW)/6500rpm
- 最大トルク：10.5kg・m(103N・m)/3500rpm

## 年表
1989年10月 - 第28回東京モーターショーにて参考出品。参考出品当時は550ccのエンジンを搭載。
1991年11月 - 発売（EA11R型）。
1993年6月 - ディープブルーパールのボディカラーを採用し、専用のシート表皮やウッド調インパネ、トランクキャリア等の特別装備を装備した200台限定の特別仕様車「リミテッド」を発売。
1994年3月 - ディープブルーパールのボディカラーを採用した1000台限定の特別仕様車「リミテッド」第2弾を発売。こちらは先述の特別仕様車と異なり、木目調のインパネとトランクキャリアが装備されていない。
1994年9月 - サターンブラックメタリックのボディカラーと、これまでの特別仕様車とは異なるインテリアを採用した1,500台限定の特別仕様車「リミテッド」第3弾を発売。
1995年5月 - マイナーチェンジ（EA21R型）。AT車を追加。
1998年1月 - 生産終了。総生産台数は2万6,583台（うちAT車は1,184台）。
1998年10月 - 軽自動車規格改正に伴い販売終了。

## モータースポーツ
超小型、軽量であるためチューニングのベースとなることが多く、エンジンが縦置きであるため同時期のジムニーのエンジン一式及びトランスミッションが流用可能である。そのため現在でも中古市場では高値で取引されている。一部ではドリフトのベースとなることもあるが、短いホイールベースとステアリングキレ角の小ささ等により、他のFR車と比べて高度なテクニックが必要とされる。

## グレード
- ベースグレード(EA11R・前期型)

パワーステアリングが非装備、テレスコピック及びチルトステアリングが標準装備のグレード。ボディカラーは0DE（サテライトシルバーメタリック）と0PZ（コルドバレッド）の2種類
- リミテッド

Ⅰ・Ⅱ・Ⅲと分けて販売された特別仕様車。
電動パワーステアリング、車体色：1FG（ディープブルーパール）、車体色と同色のルーフ＆リアピラー、バックスキン調シート、トランクリッドキャリア、木目調インパネ、専用リミテッドエンブレム、カーボン柄メーターパネル。
このうちⅠ・Ⅱは全て共通の装備内容であるが、Ⅲのみパワーステアリングが車速感応式となる。
ベースグレードに標準装備されたテレスコピック式ステアリング及びステアリングチルト機構は装備されない。
Ⅰ・Ⅱ・Ⅲの合計で2200台が販売された。

## 車名の由来
コーヒーの「カプチーノ」（イタリア語: シナモン入りエスプレッソコーヒー）が由来。「小さなカップに入ったちょっとクセのあるおしゃれな飲み物」というイメージを小さなオープンカーに重ねての命名である。
同時期に販売されていた軽スポーツカーのマツダ・オートザムAZ-1（AZ-1）、ホンダ・ビート（Beat）、カプチーノ（Cappuccino）の頭文字をとって、「平成ABCトリオ」と称される。